# Ma nữ Yuhee
Ma nữ Yuhee là một bộ phim truyền hình Hàn Quốc chiếu trên SBS năm 2007.
Tại Việt Nam, phim từng được TVM Corp. mua bản quyền và phát sóng trên kênh HTV3.

## Phân vai
- Han Ga-in vai Ma Yoo Hee
- Jae Hee vai Chae Moo Ryong
- Kim Jeong-hoon vai Yoo Joon Ha
- Dennis Oh vai Johnny Kruger
- Jeon Hye-bin vai Nam Seung Mi
- Ahn Suk-hwan vai Chae Byung Seo (Ba của Moo Ryong)
- Song Ok-sook vai mẹ của Moo Ryong
- Park Bo-young vai Yoo Hee khi trẻ
- Sung Dong-il vai Lee Tim Chang

## Ratings
| Ngày       | Tập        | Toàn quốc  | Seoul      |
| ---------- | ---------- | ---------- | ---------- |
| 21-3-2007  | 1          | 13.0% (10) | 14.1% (8)  |
| 20-3-2007  | 2          | 16.3% (6)  | 17.3% (6)  |
| 28-3-2007  | 3          | 15.5% (7)  | 17.0% (4)  |
| 29-3-2007  | 4          | 17.5% (5)  | 19.3% (5)  |
| 4-4-2007   | 5          | 15.3% (7)  | 16.4% (7)  |
| 5-4-2007   | 6          | 15.5% (8)  | 16.4% (7)  |
| 11-4-2007  | 7          | 12.7% (11) | 12.9% (10) |
| 12-4-2007  | 8          | 15.5% (8)  | 16.7% (7)  |
| 18-4-2007  | 9          | 13.4% (10) | 14.8% (10) |
| 19-4-2007  | 10         | 13.2% (10) | 14.1% (10) |
| 25-4-2007  | 11         | 12.3% (10) | 13.2% (9)  |
| 26-4-2007  | 12         | 13.4% (9)  | 14.3% (9)  |
| 2-5-2007   | 13         | 12.2% (9)  | 13.4% (9)  |
| 3-5-2007   | 14         | 10.3% (12) | 10.9% (13) |
| 9-5-2007   | 15         | 12.0% (10) | 13.0% (10) |
| 10-5-2007  | 16         | 12.4% (9)  | 13.0% (8)  |
| Trung bình | Trung bình | 13.8%      | 14.8%      |

Nguồn: TNS Media Korea